# Sasso Marconi

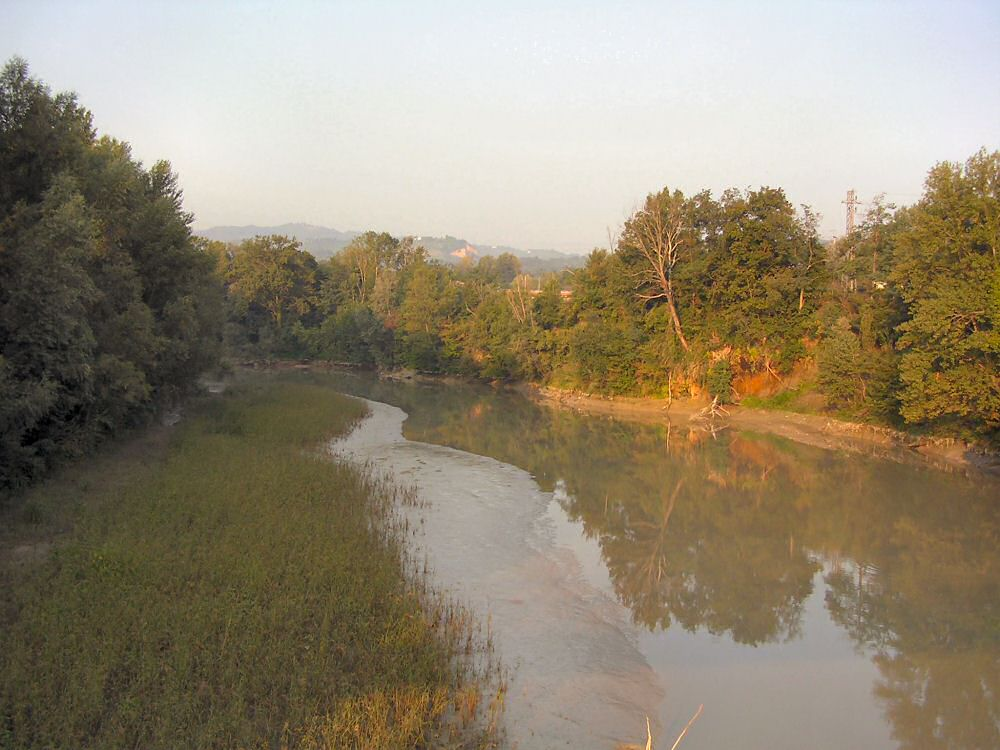
Le fleuve Reno à Sasso Marconi.

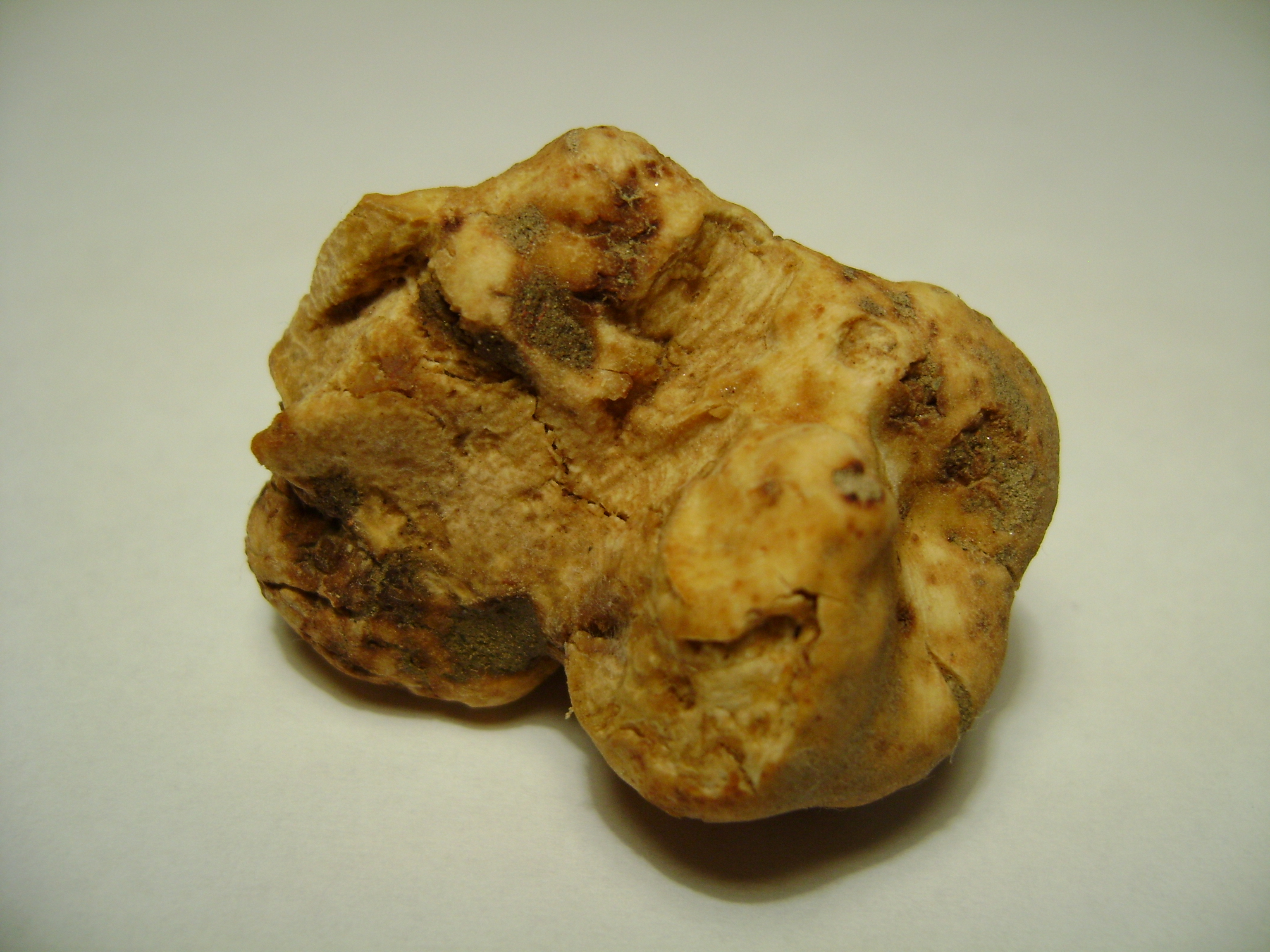
La truffe blanche.

Sasso Marconi (al Sâs en dialecte bolonais)  est une commune italienne de la ville métropolitaine de Bologne, dans la région Émilie-Romagne.

## Géographie
Le territoire de la commune occupe la première zone de basses collines de l’Apennin du Nord compris entre la basse vallée du Reno, la portion inférieure de la vallée du Setta au sud-est et une partie du bassin hydrographique du fleuve Lavino.

La commune se situe à une hauteur variant de 73 à 667 mètres, avec 128 mètres devant la mairie de Sasso Marconi, sur la route nationale SS64 Bologne-Pistoie (FL) à 13 km au sud de Bologne et à la connexion avec l’autoroute A1 Milan-Rome et la ligne de chemin de fer qui dessert Florence en passant par Pistoie.

Grandes villes voisines :
- Bologne 13 km
- Milan 201 km
- Florence 70 km
- Pistoie 72 km
- Modène 57 km.

## Histoire
Jusqu’à la première moitié du XXe siècle, la commune était dénommée Praduro e Sasso, elle prend ensuite le nom de Sasso Bolognese par décret du 20 juin 1935 puis par décret royal du 7 mars 1938. L’actuelle dénomination de Sasso Marconi lui est attribuée ensuite en l'honneur du prix Nobel Guglielmo Marconi.
La région était déjà habitée à l’époque des Étrusques et de l’époque romaine, il en reste l’important aqueduc qui alimentait Bologne (dont une partie fonctionne encore).

## Monuments et lieux d’intérêt
- le sanctuaire de la vierge du Sasso
- le Palazzo Rossi
- le musée Marconi

## Personnalités liées à Sasso Marconi
- Guglielmo Marconi, physicien et inventeur.
- Adriano Vignoli, cycliste (1907-1996).

## Fêtes et évènements
- Foire de Pontecchio, antique foire dédiée au sacre des produits traditionnels avec musique et spectacles, début septembre.
- Fête de la bière, entre le 11 et le 20 septembre.
- Tartufesta, sacre de la truffe blanche, le dernier weekend d’octobre.
- Radio Days en juin, une semaine en l’honneur de Marconi et de la radio.
- Pubblica in Festa!, en juillet, deux semaines de spectacles, musique, gastronomie locale (Châtaigne, champignon, truffe, vin et fromage).
- Découverte de la colline la plus belle du monde, le 10 août.

## Économie
Malgré la récente industrialisation, Sasso Marconi Bologne reste fidèle à l’ancienne tradition agricole basée sur la production de saucisses, de fromages, de miel et de truffes.

## Administration
| Période                                  | Période  | Identité         | Étiquette     | Qualité |
| ---------------------------------------- | -------- | ---------------- | ------------- | ------- |
| 08/06/2009                               | En cours | Stefano Mazzetti | Centre gauche |         |
| Les données manquantes sont à compléter. |          |                  |               |         |

### Hameaux
Borgonuovo, Pontecchio Marconi, Fontana, Capoluogo, Tignano-Roma, Rasiglio-Scopeto, Iano, Lagune, Cinque Cerri

### Communes limitrophes
Bologne (14 km), Casalecchio di Reno (9 km), Marzabotto 7 km), Monte San Pietro (8 km), Monzuno (13 km), Pianoro (7 km), Zola Predosa (10 km)

## Population

### Évolution de la population en janvier de chaque année
| 1861  | 1901  | 1921   | 1951   | 1961  | 1971   | 1981   | 1991   | 2001   |
| ----- | ----- | ------ | ------ | ----- | ------ | ------ | ------ | ------ |
| 6 756 | 8 719 | 11 000 | 10 180 | 8 797 | 10 261 | 12 788 | 13 295 | 13 793 |

| 2011   | - | - | - | - | - | - | - | - |
| ------ | - | - | - | - | - | - | - | - |
| 14 583 | - | - | - | - | - | - | - | - |

### Ethnies et minorités étrangères
Selon les données de l’Institut national de statistique (ISTAT) au 1er janvier 2011, la population étrangère résidente et déclarée était de 943 personnes, soit 6,4 % de la population résidente.
Les nationalités majoritairement représentées étaient :
| Pos. | Pays     | Population |
| ---- | -------- | ---------- |
| 1    | Roumanie | 165        |
| 2    | Maroc    | 150        |
| 3    | Albanie  | 94         |
| 3    | Tunisie  | 77         |
| 5    | Moldavie | 50         |
| 6    | Ukraine  | 48         |

## Jumelage
- Helston (Royaume-Uni) depuis 1968[2]
- Sassenage (France)
- Siderno (Italie)